# Байрруш Унідуш
Байрруш Унідуш Футебол Клубе або просто Байрруш Унідуш (порт. Bairros Unidos Futebol Clube) — професіональний футбольний клуб з району Мі-Зочі на острові Сан-Томе, в Сан-Томе і Принсіпі.

## Історія
Команда виграла загалом п'ять титулів. Як «Кайшау Гранде», клуб виграв свій перший і єдиний національний кубок в 1995 році та є восьмою і останньою на сьогодні командою, яка коли-небудь вигравала свій перший острів та національний титул одночасно (в 1996 році). Під нинішньою назвою «Байрруш Унідуш», клуб виграв свій другий і останній на сьогодні острівний чемпіонат в 2001 році, а пізніше й національний чемпіонат у 2001 році, після перемоги над командою з острова Принсіпі ГД Санді (2:0 вдома та 4:2 на виїзді). Клуб вибув до другого дивізіону в 2009 році після того, як посів одне з двох останніх місць в чемпіонаті. Клуб знову повернувся до вищого дивізіону Чемпіонату острову Сан-Томе в останні роки.

## Досягнення
- Чемпіонат Сан-Томе і Принсіпі: 2 перемоги

як Кайшау Гранде: 1 перемога
1996
як Байрруш Унідуш: 1 перемога
2001
- Чемпіонат острову Сан-Томе: 2 перемоги

як Кайшау Гранде: 1 перемога
1996
як Байрруш Унідуш: 1 перемога
2001
- Кубок Сан-Томе і Принсіпі: 1 перемога

як Кайшау Гранде: 1 перемога
1995

## Історія виступів у лігах та кубках

### Чемпіонат острову
| Сезон | Див. | Міс. | Іг. | В  | Н | П | ЗМ | ПМ | РМ  | О  | Кубок | Кваліфікація/вибування |
| ----- | ---- | ---- | --- | -- | - | - | -- | -- | --- | -- | ----- | ---------------------- |
| 2011  | 2    | 7    | 21  | 7  | 8 | 6 | 25 | 22 | +3  | 29 |       | Жоден                  |
| 2012  | 2    | 2    | 18  | 10 | 3 | 5 | 31 | 21 | +10 | 33 |       | Жоден                  |
| 2013  | 2    | 4    | 18  | 8  | 5 | 5 | 30 | 20 | +10 | 29 |       | Жоден                  |
| 2014  | 2    | 3    | 18  | -  | - | - | -  | -  | -   | -  |       |                        |
| 2015  | 2    |      | 18  | -  | - | - | -  | -  | -   | -  |       |                        |